# 슬프고 유쾌한 텔레토비 소녀
《슬프고 유쾌한 텔레토비 소녀》는 2013년에 문학과지성사에서 출간된 대한민국의 소설가 강영숙의 장편소설이다.